# Kostel svatého Marka (Mostiště)
Římskokatolický filiální kostel svatého Marka je sakrální stavba v Mostištích u Velkého Meziříčí. Je chráněn jako kulturní památka České republiky.

## Historie
Kostel byl vystavěn v první třetině 13. století v románském slohu v dominantní poloze na kopci nad vsí Mostiště. Sloužil náboženským potřebám jak obyvatel vesnice, tak blízkého hradu. Později byl zvětšen v gotickém slohu a v 15. století byla k západnímu průčelí přistavěna nevysoká věž. Při kostele byla zřízena plebánie, která je naposledy uváděna v písemných pramenech roku 1529. Později bylo Mostiště přifařeno k Velkému Meziříčí. V 18. století byla k severní zdi presbytáře přistavěna malá barokní sakristie.

## Stavební podoba
Kostel sv. Marka je nevelká a poměrně nízká obdélná stavba. Na východní straně k lódi přiléhá úzký presbytář, uzavřený románskou apsidou. Presbytář je sklenut valeně, loď má jednoduchý plochý strop. V lodi jsou čtyři jednoduchá velká obdélná okna, v presbytáři je malé románské okénko.

## Zařízení
V presbytáři se nachází pozdně gotický deskový oltář z 1. čtvrtiny 16. století a fragmenty gotických nástěnných maleb. Ostatní zařízení je novodobé. Ve věži jsou zavěšeny čtyři zvony, z nichž nejstarší je datován rokem 1419.